# راسل هوبان
راسل هوبان (بالإنجليزية: Russell Hoban)‏ (4 فبراير 1925 في الولايات المتحدة - 13 ديسمبر 2011، لندن في المملكة المتحدة)؛ كاتِب مُتخصِّص في أدب الأطفال، سيناريست وروائي أمريكي.

## روابط خارجية
- راسل هوبان على موقع IMDb (الإنجليزية)
- راسل هوبان على موقع الموسوعة البريطانية (الإنجليزية)
- راسل هوبان على موقع ديسكوغز (الإنجليزية)